# Journal of Foraminiferal Research
The Journal of Foraminiferal Research is een internationaal, aan collegiale toetsing onderworpen wetenschappelijk tijdschrift over foraminifera.
De naam wordt in literatuurverwijzingen meestal afgekort tot J. Foraminiferal Res.. Het tijdschrift is opgericht in 1971 en wordt uitgegeven namens de Cushman Foundation for Foraminiferal Research.